# Xã Brockway, Quận Stearns, Minnesota
Xã Brockway (tiếng Anh: Brockway Township) là một xã thuộc quận Stearns, tiểu bang Minnesota, Hoa Kỳ. Năm 2010, dân số của xã này là 2.702 người.